# TV UESB
TV UESB é uma emissora de televisão brasileira sediada em Vitória da Conquista, município do estado da Bahia. É mantida pela Universidade Estadual do Sudoeste da Bahia (UESB), que também mantém a UESB FM, formando o Sistema UESB de Rádio e Televisão Educativas (SURTE). Opera no canal 4 (33 UHF digital) e é afiliada da TV Brasil.

## História
A emissora foi fundada em 5 de junho de 2006, se chamando "TVE UESB", sendo a primeira emissora do Sistema UESB de Rádio e Televisão Educativas. Se afiliou, em sua fundação, À TVE Bahia, retransmitindo grande parte de sua programação e da TV Cultura. Seus primeiros telejornais foram as 2 edições do UESB Notícias.
Em 2007, com a fundação da TV Brasil, a exemplo da TVE, passou a exibir a programação da mesma em misto com a da TV Cultura, até deixar, junto com a TVE, a emissora paulista, em 2009. Em 2008, o nome da emissora foi alterado para TV UESB.
Em 2020, a TV UESB passou a produzir o programa Univerciência em parceria com emissoras públicas dos 9 estados do Nordeste. O programa mostra o que há de mais recente em pesquisas produzidas nas universidades públicas e institutos federais da região.

## Sinal digital
| PSIP | Canal  | Proporção de tela | Programação                                              |
| ---- | ------ | ----------------- | -------------------------------------------------------- |
| 4.1  | 33 UHF | 1080i             | Programação principal da TV UESB / TVE Bahia / TV Brasil |

O sinal digital da TV UESB foi ativado em fase de testes no dia 17 de julho de 2018.
Transição para o sinal digital
Com base no decreto federal de transição das emissoras de TV brasileiras do sinal analógico para o digital, a TV UESB,  bem como as outras emissoras de Vitória da Conquista, cessou suas transmissões pelo canal 4 VHF em 17 de julho de 2018, cinco meses antes da data prevista pelo cronograma da ANATEL.

## Programas
Além de retransmitir a programação nacional da TV Brasil e a estadual da TVE Bahia, atualmente a TV UESB produz e exibe os seguintes programas:
- UESB Notícias 1ª edição: telejornal, com Mário Ribeiro.
- UESB Notícias 2ª edição: telejornal, com Marcéu de Sousa.
- Univerciência: ciência, com Mário Ribeiro.

Outros programas compuseram a grade da emissora, e foram descontinuados:
- Cine5
- CineLab
- Edição de Notícias
- Esporte UESB
- Mundo Universitário
- Nossa Gente
- Prosa Cultural
- Retrato Pensado
- UESB Rural
- UESB Notícias Especial